# 张奠湘
张奠湘（1963年12月—），湖南人，中国发育生物学家，中国科学院华南植物园系统与进化研究所研究员、所长、标本馆馆长。

## 教育经历
1985年毕业于湖南师范大学生物系生物专业，获理学学士学位。1988年毕业于中国科学院华南植物研究所，获理学硕士学位。1999年毕业于香港大学生态与分类学系，获博士学位。2006年成为中国科学院华南植物园植物系统与进化生物学学科领域首席研究员。 

## 研究
2004年，他带领团队，发现姜科植物黄花大苞姜在传粉中采用了一种自花传粉的新机制——“花粉滑动自花传粉机制”。这一研究成果刊发在2004年9月2日的《自然》杂志上。

## 出版物
- 张奠湘; 李世晋 (编). . 北京: 科学出版社. 2011. ISBN 978-7-03-031223-5.